# Irmãos Verdades
Irmãos Verdades est un groupe angolais.

## Parcours
Au début de sa carrière, ses membres travaillaient comme danseurs dans d'autres groupes. Après quelques années, il y a eu une séparation dans le groupe et ils ont suivi une carrière musicale en tant que groupe d'accompagnement pour Raúl Indipwo (ex- Duo Ouro Negro ). Les Irmãos Verdades ont été élevés à Valongo, lieu de résidence de deux des membres. Puis ils enregistrent leur première œuvre qui connaît un grand succès au Portugal, en Angola, au Honduras, au Cap-Vert et au Mozambique .
À ce jour, ils ont produit plus de huit albums originaux ainsi que plusieurs singles et compilations. De ses albums, de grands succès se démarquent, tels que Yolanda, Isabella, Yara, Amar-te Assim. Ils se sont produits avec succès en France, au Luxembourg, aux Pays-Bas, au Royaume-Uni, en Allemagne, au Portugal et dans les PALOP. Ils ont déjà reçu plusieurs disques d'or et disques de platine .
En 2015, le groupe obtient une reconnaissance institutionnelle : les Irmãos Verdades sont étudiés dans un livre sur l'éducation musicale élaboré par le ministère de l'Éducation du Portugal. Le livre contient le programme et la chanson originale du groupe, Amar-te Assim, avec une préface du pianiste Mário Laginha.
En 2023, Gabriel Fernandes,vocaliste de la bande depuis 30 ans quitte le groupe et est remplacé par Enzo Lopez.

## Discographie[6]
- Saudades de Africa (1993)
- Fusão (1997)
- Apaixonados (1999)
- Só +1 Beijo (2001)
- O Melhor (2003)
- 5 (2005)
- Verdades 10 Anos (2007)
- Verdades 10 Anos: Série Kizomba d'Ouro (2007)
- Cocktail (2008)
- Essencial (2010)
- Ao Vivo No Coliseu Dos Recreios (2011)
- Afrodisíaco (2012)
- Irmãos Verdades (2016)
- Te Amo (2022)[7]